# Association sportive Aigle Rouge
Maillots
Actualités
L'AS Aigle Rouge est un club de football qui évolue à Rungu-Isiro, en République démocratique du Congo.

## Présidents
- 2022- :  Célestin Nangaa[2]